# Prva Ivanova poslanica
Prva Ivanova poslanica naslov je dvadesete knjige Novoga zavjeta, a ubraja se u katoličke poslanice. Kratica biblijskih knjiga za ovu knjigu: 1Iv.

## Književna vrsta
Ovaj spis nema nijednu od uobičajenih poslaničkih formula. Prva Ivanova poslanica počinje naglo, bez uobičajene uvodne formule ili pozdrava. Može ga se smatrati homilijom koja je namijenjena cijeloj Crkvi ili enciklikom koja je upućena Crkvama Azije. Opažaju se oznake pisma.

## Autor
Najstariji crkveni pisac koji spominje Prvu Ivanovu jest Polikarp, koji citira 1Iv 4,2-3. Euzebije spominje da je Papija Hierapolski poznavao ovu poslanicu, a znao je za nju i Justin Mučenik. Da ju je napisao Ivan, svjedoče Irenej Lionski, Klement Aleksandrijski, Origen i Dionizije Aleksandrijski. Ona stoji na popisu Muratorijevih kanona, a Sveti Jeronim je zapisao da je Prva Ivanova prihvaćena posvuda.
Stoga se u prvoj Crkvi ova poslanica, kao i Evanđelje po Ivanu, pripisivala Sveti Ivan Evanđelist. Neki današnji istraživači ipak niječu da je isti autor četvrtog evanđelja i Prve Ivanove zbog toga što osim sličnosti postoje i mnoge razlike između ova dva spisa.
Sljedeća je pretpostavka da je poslanicu napisao neki tajnik. Upotreba tajnika je čest običaj u starini. U ovom slučaju vjerojatno je da je tajnik bio učenik autora poslanice, koji je usvojio njegove misli.

## Naslovnici
Može se opaziti da u ovom spisu pronalazimo oznake pisma, tj. dokumenta koji je sastavljen nekom određenom prigodom te upućen određenoj osobi ili grupi osoba. Autor se obraća naslovnicima kao „dječici“ ( 2,1.18.28; 3,7.18; 4,4; 5,21)  i “ljubljenima“ (2,7; 3,2.21; 4,1.7.11). Dobro mu je poznato njihovo moralno i duhovno stanje i osjeća se odgovornim za njih. Dovoljno je sigurno da se obraća određenoj grupi čitalaca, iako je među njima moglo biti uključeno nekoliko kršćanskih zajednica. 

## Vrijeme nastanka
Najvjerojatnije je da je ovaj tekst nastao u Africi ili Španjolskoj kao alegorijska egzegeza triju svjedoka koje spominje Ivan (duh, voda i krv). Bio je najprije napisan sa strane kao bilješka ili glosa u nekom latinskom rukopisu Prve Ivanove, te je s vremenom ušao u sam tekst. Ne pojavljuje se u rukopisima Vulgate prije 800. godine. 
Dok se čini da je četvrto evanđelje (koje je usko povezano s ovom poslanicom) u svojoj konačnoj formi nastalo poslije poslanice, poslanica nije nastala mnogo prije. Tako je opravdano pretpostaviti da je nastala potkraj zadnjeg desetljeća prvog stoljeća.

## Struktura
- Uvod 1, 1-4
- Prvi dio 1,5-2,28                                                                     
  - Načelo: hodati u svijetlu 1,5-7                              
    - 1) Raskid s grijehom 1,8-2,2
    - 2) Održavati zapovijedi, osobito zapovijedI ljubavi 2,3-11
    - 3) Čuvati se svijeta 2,12-17
    - 4) Oprez pred antikristima 2,18-28
- Drugi dio 2,29-4,6
  - Načelo: živjeti kao djeca Božja 2,29-4,6
    - 1) Raskid s grijehom 3,3-10
    - 2) Održavati zapovijedi, osobito zapovijedi ljubavi 3,11-24
    - 3) Čuvati se svijeta 3,13;4,1-5
    - 4) Oprez pred lažnim prorocima 4,1-6
- Treći dio 4,7- 5,12
  - 1) Ljubav prema Bogu 4,7-5,12
  - 2) Vjera je od Boga 5,5-12
- Zaključak 5,13
- Dodatak 5,14- 17
  - 1) Molitva za grešnike 5,14-17
  - 2) Sažetak poslanice 5,18-21

## Sadržaj
Kratki uvod 1,1-4 podsjeća na uvod u četvrto evanđelje. Autor je svjestan svoga zajedništva s Bog Otac i Isus. Budući da je vidio, čuo i dotaknuo utjelovljenu Riječ, želi da i vjernici prihvaćajući njegovo svjedočanstvo, uzmognu ući u zajedništvo s Ocem i njegovim Sinom, Isusom Kristom.
Zatim pisac nastavlja u obliku diptih paralelno razvijati četiri teme, o grijehu, bratskoj ljubavi, bježanju od svijeta, antikrist. 
U prvoj je slici (1,5-2,28) Bog prikazan kao svijetlo, sasvim Bezgrešni, Sveti. Stoga se i kršćanin mora otarasiti grijeha te živjeti dostojno toga Svjetla. Samo tako može postići i zadržati zajedništvo s Bogom i njegovim Sinom. U drugoj je slici prikazan (2,29-4,6) Bog Otac, koji ljubi i čija djeca trebaju hodati njegovim putevima. Ovdje se naglašava i razrađuje Božansko sinovstvo kršćana. Treći dio (4,7-5,12) dopunjuje prva dva time što pobliže tumači kršćansku dužnost krjepost ljubavi i krjepost vjere te otkriva izvor te ljubavi i vjere. Trebamo ljubiti jer je Bog ljubav. Trebamo vjerovati jer sam Bog svjedoči za svoga Sina. Redak 5,13 podsjeća na zaključak evanđelja (Iv 20,31) i očito znači završetak ove poslanice predstavljajući ujedno njezinu svrhu. Stoga bi 5,14-17 bio dodatak u kojem se preporučuje molitva za grešnike i ukratko iznosi sažetak cijele poslanice.

## Teologija/ Poruka knjige
Povod je poslanici djelovanje lažnih učitelja pa Ivan piše da im se suprotstavi. On zna da njegovi čitaoci poznaju istinu i ustvari su odbacili lažne proroke (2,20.27; 4,4) pa je njegova poruka u poslanici pozitivna.
Raskrinkava lažne učitelje (2,18.28; 4,1.6) kao ljude koji su nekoć pripadali kršćanskoj zajednici, iako nikada nisu poznavali njen duh (2,19.22-23; 4,1). Na kraju jasno pokazuje što mu je bio cilj: „ To napisah vama koji vjerujete u Ime Sina Božjega da znate da imate život vječni.“ (5,13).
Svjedok je koji svjedoči pa je poslanica njegova oporuka učenicima. Pokazujući na izvjesne opasnosti i unoseći u svoju poslanicu elemente nagovora pisac pokazuje da je jedini uspješni način suprotstavljanja zabludi iznošenje ideala po kojem će ljudi živjeti, podsjećanje na lik utjelovljenog Sina Božjeg.